# Горденко, Константин Викторович
Константин Викторович Горденко (род. 21 июля 1976, Уфа) — российский хоккеист, нападающий. Хоккейный судья.

## Биография
Воспитанник уфимского хоккея. Выступал за команды низших лиг «Новойл» Уфа (1992/93 — 1995/96), «УралАЗ» Миасс (1997/98), «Нефтяник» Лениногорск и «Торос» Нефтекамск (1998/99). В сезоне 1995/96 провёл семь матчей в МХЛ за «Салават Юлаев», который стал бронзовым призёром чемпионата.
В 1998 — 2023 годах — хоккейный судья всероссийской категории.